# Jean Althen
Jean Althen, de son vrai nom Hovhannès Althounian (1709-1774), est un agronome arménien installé au XVIIIe siècle dans le Comtat Venaissin et en France.

## Biographie

### Origines
Fils d'un gouverneur arménien de province de Perse, il naît entre 1709 et 1711, voire en 1712 à Djahouk, au Nakhitchevan. Son père, ambassadeur auprès de l'empereur germanique Joseph Ier (1678-1711), est massacré par les Turcs, puis ses frères subissent, un peu plus tard, le même sort. Sa famille ayant été proscrite par l'empereur Nâdir Châh, il réussit à fuir, mais est capturé par les Arabes dans le sud de la mer Noire et vendu comme esclave à un trafiquant d'Asie mineure.
Pendant les quinze ans de sa captivité, il est affecté à la culture de la garance. Ayant réussi à s'évader, il parvient jusqu'au port turc d'Izmir, l'antique Smyrne, et à se placer sous la protection du consul de France. Il réussit à le passionner par son savoir et à l'intéresser à la plante tinctoriale. Informé, le marquis d'Antin, ambassadeur auprès de la Sublime Porte, lui permet de se réfugier en France à la condition qu'il puisse emporter avec lui des graines de garance, acte passible de la peine de mort.

### Premiers essais en France
Il arrive à Marseille en 1736 et y exerce la profession d'étameur de cuivre.  Le 15 décembre 1741, il épouse Marie Dhoues, riche héritière dont la dot lui permet de se présenter à la Cour de Versailles.
Entré en contact avec l'Ordre des dominicains, il leur révèle qu'il détient plusieurs secrets de culture dont celui du coton,  ce qui suffit aux religieux pour obtenir une entrevue avec le roi. Louis XV s'intéresse à lui, le décore et lui alloue une pension de 300 livres. Bien vu en cour, des terres lui sont rétrocédées à Montpellier et à Castres à partir de 1743 pour tenter d'y acclimater la culture du coton. En 1753, il invente une « machine à éplucher le coton », expérience concluante qui soulève l'hostilité des manufacturiers de soie lyonnais, lesquels parviennent à faire cesser ces nouvelles plantations.

### Retour en Provence
Tombé en disgrâce, Althen retourne à Marseille totalement démuni. Découragé, il pense même, un moment, rejoindre son Arménie, espérant pouvoir récupérer là-bas quelques biens familiaux. J. C. Flachat, le directeur de la manufacture royale de Saint-Chamond, prend alors fait et cause pour l'agronome et le fait venir à Saint-Étienne. En 1754, Jean Althen y débute ses premiers essais de culture de la garance. Un arrêté royal est même pris le 24 février 1756, exemptant de toutes taxes cette plantation pendant vingt ans.

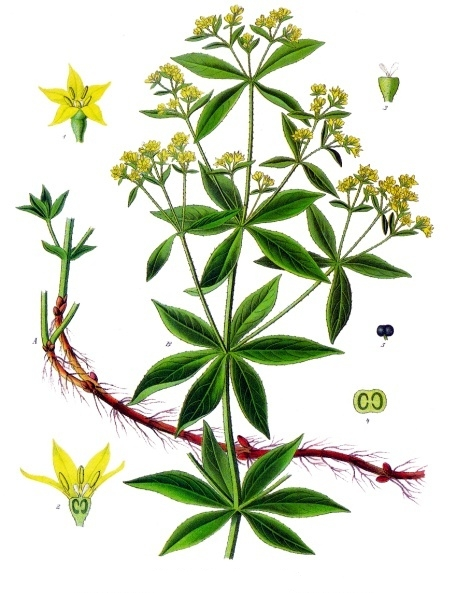
La garance des teinturiers (rubia tinctorum).

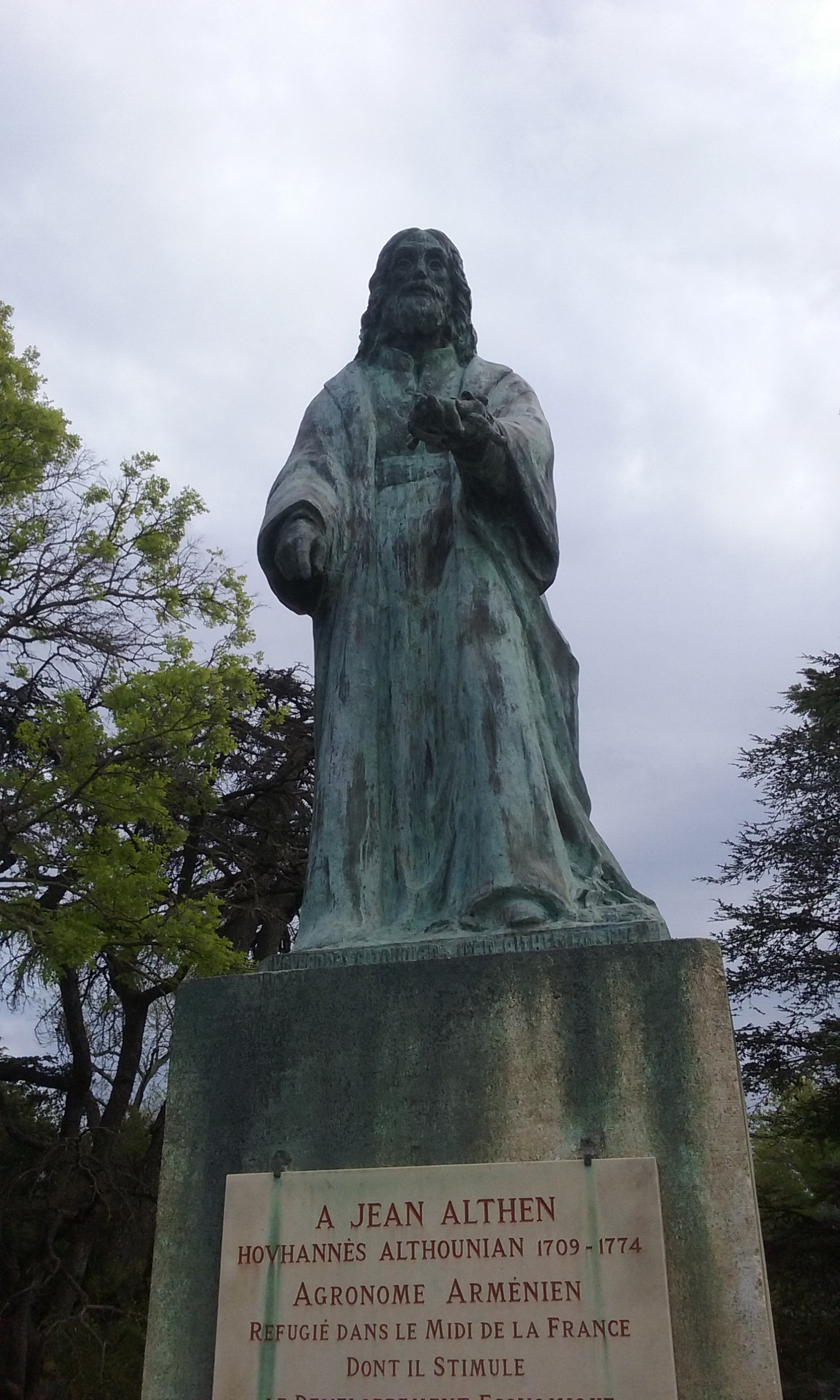
Jean Althen, statue élevée sur le Rocher des Doms d'Avignon.

Il s'avère toutefois que le climat forézien ne convient pas. Althen se rend alors à Avignon, avec une lettre de recommandation pour madame de Clausonnette. Celle-ci met à sa disposition, dès le début de 1763, quelques-unes de ses terres sur les bords du Rhône. Mais le passage des trains de halage empêche toute culture. Jean Althen s'adresse donc aux consuls de la ville et leur propose le 30 juin 1763, un projet de culture à grande échelle. Pour éliminer les ultimes réticences, il fournit, en cette occasion, des racines de la rubiacée pour faire, après broyage, des essais de teinture. Le sieur Descry, mandaté par la ville, en est chargé et rend des conclusions très favorables.

### Premières garancières en Comtat Venaissin
Le Conseil de Ville d'Avignon prend donc une décision favorable : sur les 31 conseillers, 28 lui accordent à Althen le privilège exclusif de cette culture pendant dix ans. De plus, Joseph-François-Xavier de Seytres de Pérussis, marquis de Caumont et premier consul, lui offre quelques terres pour développer ses cultures. La première garancière voit donc le jour au domaine de Vasserot, à Caumont.
Si la première récolte est encourageante, elle se révèle insuffisante. Alors que le pouvoir royal avait laissé échapper l'opportunité d'installer des garancières en France, le ministre Bertin comprend toute l'utilité de cette culture en Europe et fait parvenir, par l'intermédiaire de l'Intendant de Provence, un quintal de graines provenant d'Izmir. Dès 1770, les paluds sont utilisés de Pernes à Monteux, et des graines et barbans[pas clair] sont fournis gratuitement à tous leurs propriétaires sous la responsabilité du sieur Bournareau, bayle du marquis de Caumont.
L'opération est fructueuse. Althen s'associe avec M. Clauseau pour fonder une société et, en 1772, la production de poudre de garance est suffisante pour alimenter les manufactures d'indiennes d'Orange. Ses premiers clients sont les frères Welter. La même année 1772, est publié sous son nom un Mémoire sur la culture de la garance, à Amiens et à Paris (Impr. royale, in-8° ou in-4°, 18 p.), réédité en 1779 (Paris, in-4°).
Outre ses actions pour imposer la garance, Jean Althen s'occupe aussi des perfectionnements dans la fabrication de la soie entre les années 1756 et 1763. Il n'y a cependant aucun essor significatif à cause des importations du Levant. Il peut à peine apprécier le succès de ses garancières puisqu'il meurt, assez misérablement,, dans la maison de sa fille Marguerite, à Caumont, le 17 novembre 1774. Son corps est inhumé dans le cimetière du village.
L'inventaire de ses biens mobiliers a lieu le 15 décembre 1774 et est rédigé par maître Petit, notaire à Caumont. Quant à la liquidation de sa succession, elle doit être réglée par une ordonnance du vice-légat Ange-Marie Durini, rendue le 4 mars 1776. Ces décisions sont imposées par le second mariage contracté par Jean Althen, à Avignon, au cours de l'année 1764, avec Marie Bourgeois, union dont il a aussi eu une fille.

### Après sa mort

Le blason d'Althen-des-Paluds rend hommage à Jean Althen : De gueules à la bêche à garance d'or, accostée de deux fleurs de garance du même, à la champagne ondée d'argent et d'azur.

Une reconnaissance tardive célèbre pourtant les apports fait par cet agronome. En 1821, le conseil général de Vaucluse fait graver une plaque de marbre en son honneur :

« À Jean Althen, Persan, introducteur et premier cultivateur de la garance dans le territoire d'Avignon, sous les auspices de M. le marquis de Caumont en MDCCLXV. Le conseil général du département de Vaucluse. MDCCCXXI. »

Rien ne semblait pouvoir arrêter les avancées de cette industrie d'autant qu'en 1829, les recherches permirent d'extraire la « garancine », principe actif de la racine et d'exporter ce produit vers l'Allemagne, l'Angleterre et les États-Unis.
Tout un quartier de Monteux, dont les paluds avaient vu s'installer les premières garancières, fut détaché de la commune, par ordonnance du 4 juin 1845 et érigé en commune indépendante sous le nom d'Althen-des-Paluds.
La ville d'Avignon lui érigea une statue en bronze sur le rocher des Doms, elle fut inaugurée le 21 novembre 1847. Elle était l'œuvre des frères Briand et avait été coulée à Paris par les ateliers Quesnel.
Ces hommages posthumes avaient une raison : le boom économique de l'industrie de la garance. La garancine, permettait de teindre les tissus en rouge, fournissant notamment les pantalons rouges de l'infanterie française. Alors qu'il n'y avait que dix moulins à garance sur la Sorgue en 1804, un quart de siècle plus tard, en 1839, on en dénombrait cinquante dans tout le Vaucluse. Dans le département, les seules communes de Caumont, Entraigues, Monteux, Pernes et Le Thor produisit jusqu'à 65 % de la production au niveau mondial. Les superficies des cultures de garance étaient alors les suivantes dans le Midi de la France :
| Année                   | 1840                                         | 1862                                         |
| Vaucluse                | 9 515 ha.                                    | 13 503 ha.                                   |
| Bouches-du-Rhône        | 4 143 ha.                                    | 3 735 ha.                                    |
| Drôme                   | 164 ha.                                      | 1 104 ha.                                    |
| Gard                    | 125 ha.                                      | 1 395 ha.                                    |
| Hérault                 | -                                            | 204 ha.                                      |
| Alpes-de-Haute-Provence | -                                            | 181 ha.                                      |
| Ardèche                 | -                                            | 60 ha.                                       |
| Var                     | -                                            | 11 ha.                                       |
| Soit un total de        | 13 947 sur les 14 676 ha. cultivés en France | 20 193 sur les 20 468 ha. cultivés en France |

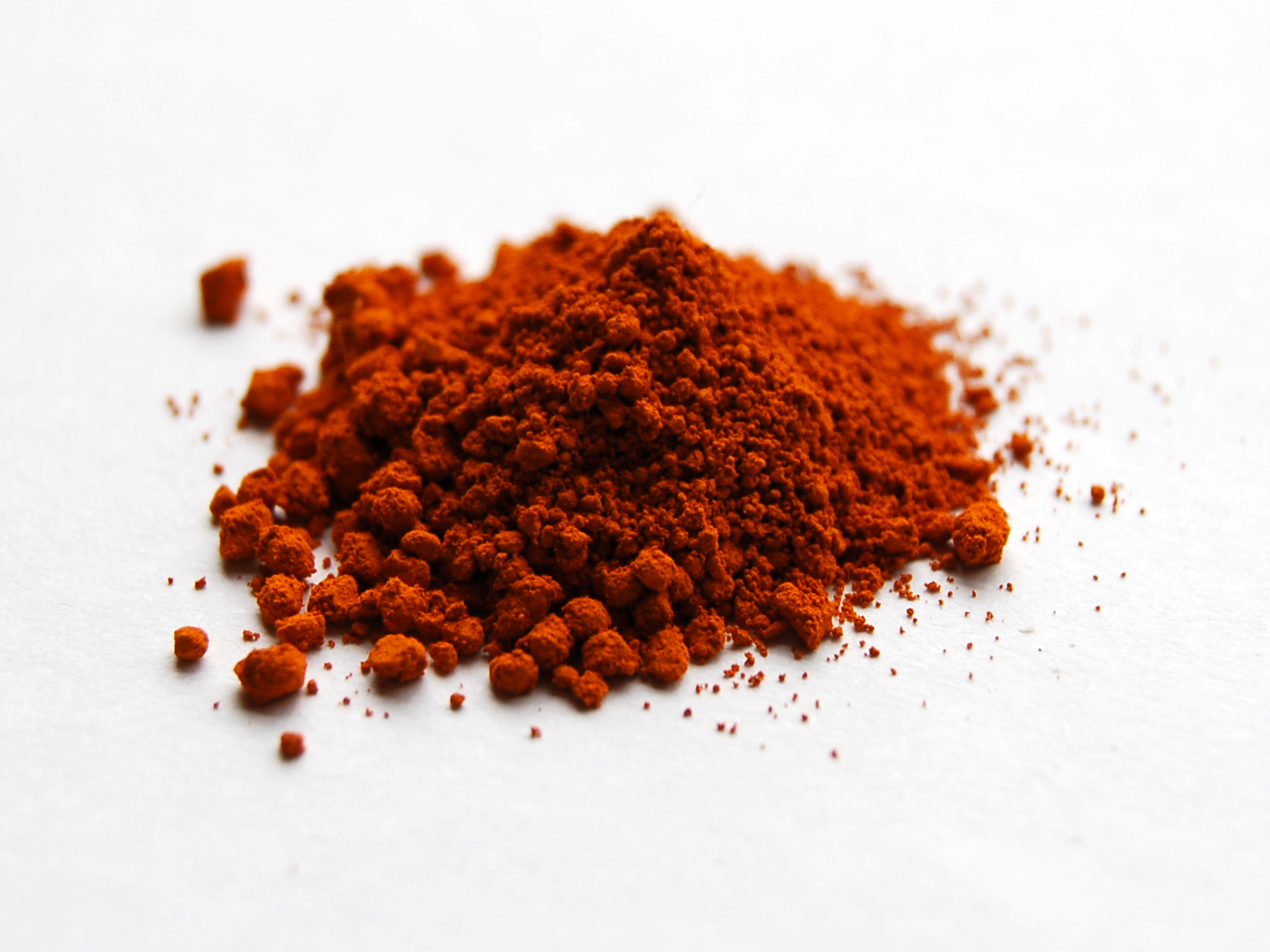
Poudre d'alizarine.

Mais la découverte de l'alizarine artificielle, en 1868, sonna le glas de l'industrie tinctoriale de la garance dans le Vaucluse. Elle périclita et redescendit à nouveau à cinquante moulins en 1880.
La statue de bronze d'Althen resta à Avignon jusqu'en 1936, date à laquelle Louis Gros, à l'époque maire de la ville, l'offrit au maire d'Althen-des-Paluds, M. Perrin. Elle fut alors installée sur la place de ce village. En 1943, l'occupant nazi décida de la démonter et l'emporta pour la faire fondre en vue de fabriquer des armes. Une reproduction de cette statue a été réinstallée en 1998 à Avignon, dans le Jardin des Doms, puis, le 17 septembre 2005 une nouvelle statue de Jean Althen, due à Marcella Kratz, sculpteur d'origine allemande, a été inaugurée dans le village d'Althen-les-Paluds en présence de l’ambassadeur d’Arménie en France,. Entre-temps, la municipalité avignonnaise avait décidé de donner le nom d'une de ses artères à l'agronome arménien. C'est une rue donnant sur l'actuelle rocade Charles-de-Gaulle qui porte désormais cette plaque :

« Jean Althen - Introducteur de la garance dans le Comtat Venaissin. 1709-1774. »